# Adrián Spörle
Adrián Spörle (Centenario, Neuquén, Argentina, 13 de julio de 1995) es un futbolista argentino. Juega de lateral y se encuentra en Belgrano de la Primera División de Argentina.

## Trayectoria

### Inicios
Surgió de la Liga Municipal de Fútbol Infantil Comunitario (LIMFIC). Con tan solo 15 años emprendió camino a la ciudad de Buenos Aires en busca de un club que lo acepte para comenzar su carrera profesional.

### Banfield
Debutó profesionalmente en junio del 2014 durante la igualdad 1-1 de Banfield frente a Unión de Santa Fe.
En el 2016 tuvo buenos rendimientos en reserva que lo llevaron al primer equipo, y por los bajos rendimientos de los titulares, Spörle sería titular por la banda izquierda. 
En el torneo 2016/17 volvería al banco de suplentes, y por la fecha 10 del torneo Adrián convertiría su primer gol en primera, dándole la victoria al equipo por 3-1 ante Arsenal de Sarandí.

### Dundee United
A mediados del 2019, se confirmó su fichaje por el Dundee United al no disponer de muchas chances en el primer equipo.

### Arsenal
En 2023 firmó contrato con Arsenal de Sarandi.

### Independiente
Después de su paso por Arsenal se fue libre, y a fines de 2023 fichó con Independiente por 2 años, con el pase en su poder.

## Clubes
- Actualizado hasta el 2 de febrero de 2025.

| Banfield Argentina | 2.ª                 | 2013-14             | 1   | 0 | 0  | 0 | - | - | 1   | 0  | 0.00 |
| Banfield Argentina | 1.ª                 | 2014                | 0   | 0 | 0  | 0 | - | - | 0   | 0  | 0.00 |
| Banfield Argentina | 1.ª                 | 2015                | 0   | 0 | 0  | 0 | - | - | 0   | 0  | 0.00 |
| Banfield Argentina | 1.ª                 | 2016                | 6   | 0 | 1  | 0 | - | - | 7   | 0  | 0.00 |
| Banfield Argentina | 1.ª                 | 2016-17             | 18  | 1 | 2  | 0 | 2 | 0 | 22  | 1  | 0.05 |
| Banfield Argentina | 1.ª                 | 2017-18             | 19  | 0 | 2  | 0 | 4 | 0 | 25  | 0  | 0.00 |
| Banfield Argentina | 1.ª                 | 2018-19             | 10  | 0 | 1  | 0 | 2 | 0 | 13  | 0  | 0.00 |
| Banfield Argentina | Total club          | Total club          | 54  | 1 | 6  | 0 | 8 | 0 | 68  | 1  | 0.04 |
| Dundee United Escocia | 2.ª                 | 2019-20             | 11  | 1 | 5  | 2 | - | - | 16  | 3  | 0.19 |
| Dundee United Escocia | 1.ª                 | 2020-21             | 24  | 4 | 4  | 0 | - | - | 28  | 4  | 0.14 |
| Dundee United Escocia | 1.ª                 | 2021-22             | 16  | 0 | 3  | 0 | - | - | 19  | 0  | 0.00 |
| Dundee United Escocia | Total club          | Total club          | 51  | 5 | 12 | 2 | 0 | 0 | 63  | 7  | 0.11 |
| Arsenal Argentina | 1.ª                 | 2023                | 25  | 1 | 13 | 0 | - | - | 38  | 1  | 0.03 |
| Arsenal Argentina | Total club          | Total club          | 25  | 1 | 13 | 0 | 0 | 0 | 38  | 1  | 0.03 |
| Independiente Argentina | 1.ª                 | 2024                | 15  | 0 | 11 | 1 | - | - | 26  | 1  | 0.04 |
| Independiente Argentina | 1.ª                 | 2025                | 7   | 1 | 0  | 0 | 0 | 0 | 7   | 1  | 0.14 |
| Independiente Argentina | Total club          | Total club          | 22  | 1 | 11 | 1 | 0 | 0 | 33  | 2  | 0.06 |
| Total en su carrera | Total en su carrera | Total en su carrera | 152 | 8 | 42 | 3 | 8 | 0 | 202 | 11 | 0.05 |
| (1) Las copas nacionales se refiere a la Copa Argentina. (2) Las copas internacionales se refiere a la Copa Sudamericana y Copa Libertadores de América. (3) Media de goles por encuentro. No incluye goles en partidos amistosos. |                     |                     |     |   |    |   |   |   |     |    |      |

## Palmarés

### Campeonatos nacionales
| Título                           | Club     | Sede     | Año     |
| -------------------------------- | -------- | -------- | ------- |
| Campeonato de Primera B Nacional | Banfield | Banfield | 2013/14 |